# Estudi urodinàmic
En un estudi urodinàmic (EUD) o proves urodinàmiques s'avalua com la bufeta i la uretra fan la seva feina d'emmagatzemar i alliberar l'orina. Les proves urodinàmiques poden ajudar a explicar símptomes com ara:
- Incontinència[1]
- Micció freqüent
- Desig sobtat i fort d'orinar però no surt res
- Problemes per iniciar la micció
- Micció dolorosa
- Problemes per buidar completament la bufeta (tenesme vesical, insuficiència del detrusor)
- Infeccions del tracte urinari recurrents

Les proves urodinàmiques solen indicar-se a urologia, ginecologia, obstetrícia, medicina interna i atenció primària. L'EUD proporcionarà al metge la informació necessària per diagnosticar la causa i la naturalesa de la incontinència d'un pacient, oferint així les millors opcions de tractament disponibles.

## Proves específiques
Aquestes proves poden ser tan senzilles com orinar darrere d'una cortina mentre un metge escolta, però solen ser més extenses en la medicina occidental. Una prova urodinàmica bàsica és la fluxometria urinària, però l'EUD típic triga uns 30 minuts a realitzar-se, i implica l'ús d'un petit catèter utilitzat per omplir la bufeta i registrar les mesures.